# Feng Ting-kuo
Feng Ting-kuo (en chino tradicional, 馮定國; 24 de septiembre de 1950-5 de junio de 2018) fue un político taiwanés. Sirvió en el Consejo de la Ciudad de Taipéi de 1985 a 1988, y fue miembro de la Asamblea Nacional de la República de China entre 1992 y 1996, luego representó al condado de Taichung en el Yuan Legislativo hasta 2008.
Feng obtuvo una licenciatura en derecho de la Universidad de Cultura China antes de obtener una maestría en informática de la Universidad Estatal de Nueva York y un doctorado en educación informática en la Universidad de Denver.
Primero fue elegido para el Consejo de la ciudad de Taipéi y luego a la Asamblea Nacional. Fue candidato del Chinese New Party para el condado de Taichung en las elecciones legislativas de 1995 y ganó. Feng fue reelecto en 1998, y en abril de 2001 cambió su afiliación política al People First Party.
En 2004 apoyó una propuesta para que People First Party se fusionara con el Kuomintang, aunque los planes fracasaron. Apoyó los esfuerzos para simplificar el proceso por el que debían pasar los extranjeros casados con nativos taiwaneses para obtener un permiso de trabajo. El People First Party sugirió a Feng para llenar una vacante en el Yuan de Control en 2007, pero no recibió una nominación oficial. Más tarde ese mismo año, Feng suspendió su campaña legislativa a favor del candidato del Kuomintang Chiang Lien-fu.

## Controversias
Feng fue acusado de soborno en 2008 por aceptar una suma de dinero enviada a la Asociación Nacional de Boticarios de China en 1998. El Tribunal de Distrito de Taipéi absolvió a Feng en enero de 2009, pero el Tribunal Supremo de Taiwán anuló el fallo en septiembre de 2010, que sentenció a Feng a siete años y dos meses de prisión.
El Tribunal Supremo de Taiwán resolvió un caso separado que involucraba a Feng en 2012 y lo declaró inocente de violar la Ley de Reuniones y Manifestaciones en una protesta en marzo de 2004 por los resultados de las elecciones presidenciales.
Él murió de un infarto agudo de miocardio el 5 de junio de 2018, a los 67 años.